# Kosino
Kosino è una cittadina della Russia europea centro-settentrionale, situata nella oblast' di Kirov; appartiene amministrativamente al rajon Zuevskij.
Si trova nella parte centrale della oblast', lungo il fiume Kosa e il percorso della ferrovia Transiberiana.